# Административно деление на Сао Томе и Принсипи
Сао Томе и Принсипи административно е разделена на 2 провинции и 7 окръга.

## Провинции

### Сао Томе
Столица: Сао Томе. Провинцията обхваща остров Сао Томе, на който живее 96% от населението на цялата страна - 133 000 души от общо 139 000 души (2004).

### Принсипи
Столица: Санто Антонио. Тази провинция обхваща по-малкия остров Принсипи. Площта ѝ е около 142 квадратни километра, а населението е около 5400 души.

## Окръзи
Провинция Сао Томе е разделена на 6 окръга:
- Агуа Гранде,
- Кантагало,
- Кауе,
- Лемба,
- Лобата,
- Ме-Зоши.

Провинция Принсипи включва само седмия окръг:
- Паге.